# Worthalter

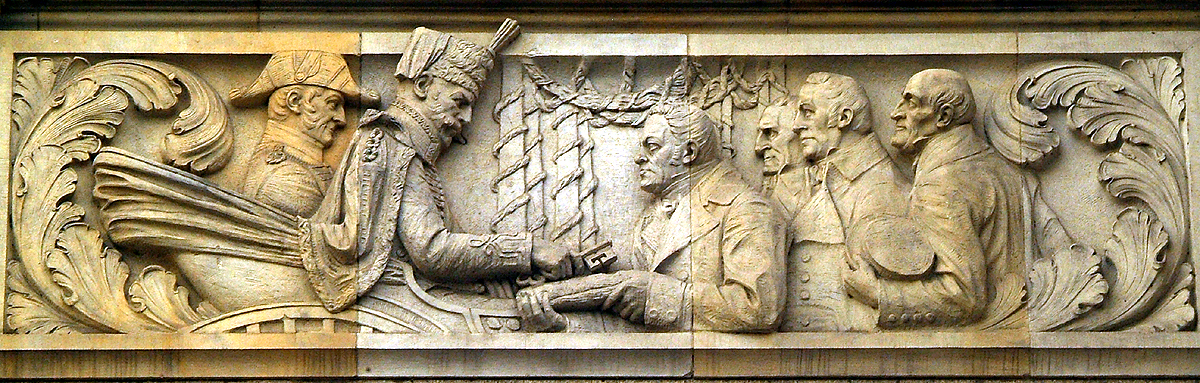
Bürgerworthalter Bernhard Hausmann (zweiter von rechts), als nach dem Ende der Personalunion zwischen Großbritannien und Hannover 1837 Stadtdirektor Wilhelm Rumann dem König Ernst August symbolisch die Schlüssel der Stadt Hannover überreichte;
Relief von August Waterbeck; Teil des Geschichtsfrieses am Neuen Rathaus von Hannover

Der Worthalter (auch: Wortführer) in Hannover war ab dem Mittelalter die Bezeichnung für den Sprecher der Geschworenen der Stadt.

## Geschichte
Bereits im 15. Jahrhundert wurde die Bezeichnung Worthalter in Hannover benutzt. Während der Reformation im 16. Jahrhundert war es die Bezeichnung für den Sprecher der Meinheit, später für den Vorsitzenden der Ehrlichen Gemeinde.
Von 1821 bis 1933 wurde mit Worthalter der Vorsitzende des Bürgervorsteherkollegiums (BVK) bezeichnet: Der Worthalter konnte mit absoluter Mehrheit vom BVK gewählt werden und bildete gemeinsam mit seinem Stellvertreter und dem Schriftführer (auch: „Protokollführer“) sowie dessen Stellvertreter den Vorstand des BVK.